# Хакер (фильм)
«Хакер» (англ. Hacker) — американский и казахстанский фильм 2016 года, снятый режиссёром Аканом Сатаевым.

## Сюжет
Алекс (Александр Данилюк) вместе с родителями эмигрировал в Канаду из Украины в раннем возрасте. У отца были проблемы с поиском работы, и после покупки дома единственным источником доходов в семье осталась зарплата матери. Однако мать уволили из банка, где она взяла кредит, и семья оказалась на краю финансовой пропасти. Алекс желает отомстить этому банку и всей мировой финансовой системе. Он вступает в криминальную интернет-организацию DarkWeb. Со временем находятся единомышленники, и они быстро добиваются успехов в онлайн-мошенничестве. Но, добиваясь своей цели, они привлекают внимание полиции и мафии.

## В ролях
| Актёр                | Роль   |
| -------------------- | ------ |
| Каллан Маколифф      | Алекс  |
| Лоррейн Николсон     | Кира   |
| Дэниел Эрик Голд     | Сай    |
| Клифтон Коллинз, мл. | Зэд    |
| Захари Беннетт       | Куртис |

## Отзывы критиков
Фильм также получил преимущественно негативные отзывы от профессиональных критиков. Согласно агрегатору рецензий Rotten Tomatoes, средняя оценка критиков составила 0 из 10 возможных на основании шести опубликованных рецензий.